# Mordechaj Dawid Unger
Mordechaj Dawid Unger (ur. ok. 1770, zm. 8 stycznia 1843 w Dąbrowie Tarnowskiej) – rabin, założyciel i pierwszy cadyk chasydzkiej dynastii Dombrow.
Był synem Cwi Hirsza i uczniem Jakuba Izaaka Horowica z Lublina, Elimelecha z Leżajska, Abrahama Jehoszuę Heschela z Opatowa i Isroela Hopsztajna. Znany był ze swej uczciwości.
Jest pochowany w ohelu na cmentarzu żydowskim w Dąbrowie Tarnowskiej. Jego następcą został syn Josef Unger.